# Kevin Velasco
Kevin Andrés Velasco Bonilla, mais conhecido como Kevin Velasco (Cali, 30 de abril de 1997) é um futebolista colombiano que atua como ponta. Atualmente, joga pelo Athletico Paranaense, emprestado pelo Puebla.

## Carreira

### Início
Revelado pelo Deportivo Cali, Velasco foi promovido ao time principal em janeiro de 2017, mas recebeu poucas oportunidades. Por isso, transferiu-se para o Cúcuta Deportivo, da Segunda Divisão Colombiana.

### Cúcuta Deportivo
Fez sua estreia profissional pelo Cúcuta Deportivo em 14 de fevereiro de 2017.

### Atlético Cali
Posteriormente, atuou pelo Atlético Cali, também na segunda divisão colombiana.

### Deportivo Cali
Retornou ao Deportivo Cali, onde inicialmente teve dificuldades sob o comando de Gerardo Pelusso. Após a saída do treinador em 2018, passou a ter mais oportunidades com Lucas Pusineri.
Em 2021, foi peça importante no time comandado por Rafael Dudamel, que conquistou o Torneio Clausura do Campeonato Colombiano de Futebol.

### Club Puebla
Em 21 de maio de 2023, o Deportivo Cali anunciou o empréstimo de Velasco ao Club Puebla, da Liga MX, com opção de compra.

### Athletico Paranaense
Em 2025, Velasco foi emprestado ao Club Athletico Paranaense, do Brasil, para a disputa da temporada.

## Seleção nacional
Em 24 de maio de 2022, foi convocado pelo técnico interino Héctor Cárdenas para a Seleção Colombiana de Futebol. Estreou em 5 de junho de 2022, na vitória por 1–0 contra a Seleção Saudita de Futebol.

## Títulos
Deportivo Cali
- Campeonato Colombiano de Futebol: 2021 Clausura[9]